# Ratusz w Reykjavíku
Ratusz w Reykjavíku (isl. Ráðhús Reykjavíkur) – postmodernistyczna, wybudowana z betonu, szkła i lawy siedziba prezydenta Reykjavíku, znajduje się nad jeziorem Tjörnin. W budynku znajduje się ogromna mapa 3D Islandii oraz kawiarnia, często organizuje się tu wystawy sztuki islandzkiej.

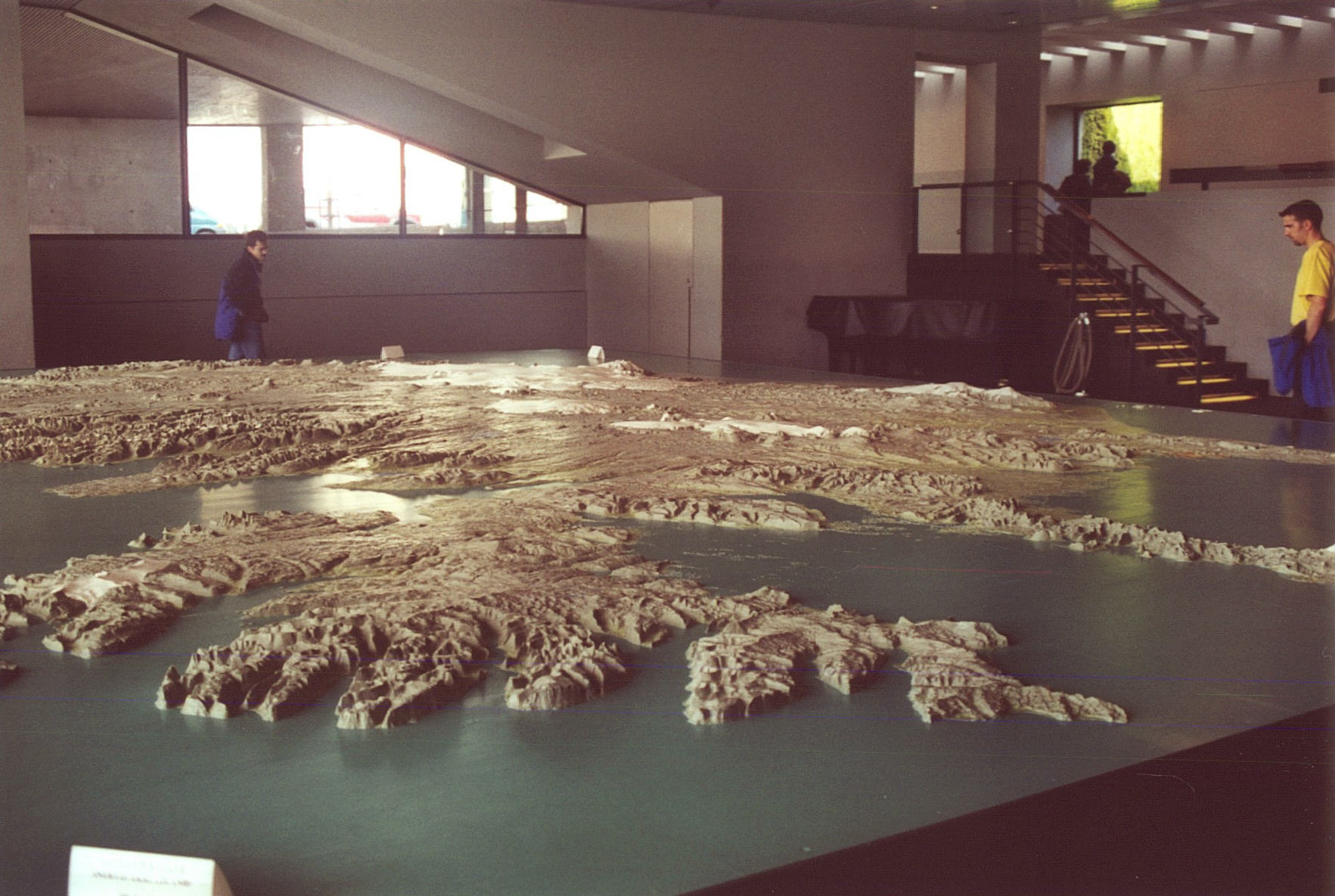
Ogromna mapa 3D Islandii